# Bjursjöaltaret
Bjursjöaltaret är ett naturreservat i Skellefteå kommun i Västerbottens län.
Området är naturskyddat sedan 2005 och är 174 hektar stort. Reservatet omfattar en brant norrsluttning ner mot Bjursjön och består av vildvuxen granskog och en liten våtmark kring två tjärnar i söder.